# (6032) Nobel
Pour les articles homonymes, voir Nobel.
(6032) Nobel  est un astéroïde de la ceinture principale découvert le 4 août 1983 à l'observatoire d'astrophysique de Crimée par l'astronome Lioudmila Karatchkina. Sa désignation provisoire était 1983 PY.
Il porte le nom du chimiste et industriel suédois Alfred Nobel (1833-1896).